# Barbus tanapelagius
Barbus tanapelagius е вид лъчеперка от семейство Шаранови (Cyprinidae). Видът не е застрашен от изчезване.

## Разпространение
Разпространен е в Етиопия.

## Описание
На дължина достигат до 5,2 cm.
Популацията на вида е стабилна.